# Галактический центр
Галакти́ческий центр — сравнительно небольшая область в центре нашей Галактики, радиус которой составляет около 1000 парсеков и свойства которой резко отличаются от свойств других её частей. Образно говоря, галактический центр — это космическая «лаборатория», в которой и сейчас происходят процессы звёздообразования и в которой расположено ядро, когда-то давшее начало конденсации нашей звёздной системы.

## Расположение
Галактический центр находится на расстоянии около 8 килопарсек от нашей Солнечной системы в направлении созвездия Стрельца. В галактической плоскости сосредоточено большое количество межзвёздной пыли, из-за которой свет, идущий от галактического центра, ослабляется на 30 звёздных величин, то есть в 1012 раз. Поэтому центр невидим в оптическом диапазоне — невооружённым глазом и при помощи оптических телескопов. Галактический центр наблюдается в радиодиапазоне, а также в диапазонах инфракрасных, рентгеновских и гамма-лучей. Первое изображение ядра Галактики было получено в конце 1940-х годов А. А. Калиняком, В. И. Красовским и В. Б. Никоновым в инфракрасном диапазоне спектра.
Экваториальные координаты Галактического центра (эпоха J2000.0):
- Прямое восхождение : 17ч 45м 40.04с
- Склонение: −29° 00′ 28.1″

## Состав галактического центра
Самой крупной особенностью галактического центра является находящийся там звёздный балдж в форме эллипсоида вращения, большая полуось которого лежит в плоскости Галактики, а малая — на её оси. Балдж (от англ. bulge — «вздутие») — внутренний, яркий сфероидальный компонент спиральных галактик. Размер его колеблется от сотен парсеков до нескольких килопарсеков. Балдж галактики состоит в основном из старых звёзд, движущихся по вытянутым орбитам.
Отношение полуосей равно примерно 0,4. Орбитальная скорость звёзд на расстоянии около килопарсека составляет примерно 270 км/с, а период обращения — около 24 млн лет. Исходя из этого получается, что масса центрального скопления составляет примерно 10 млрд масс Солнца. Концентрация звёзд скопления резко увеличивается к центру. Звёздная плотность изменяется примерно пропорционально R−1,8 (R — расстояние от центра). На расстоянии около килопарсека она составляет несколько солнечных масс в кубическом парсеке, в центре — более 300 тыс. солнечных масс в кубическом парсеке (для сравнения, в окрестностях Солнца звёздная плотность составляет около 0,07 солнечной массы на кубический парсек).
От скопления отходят спиральные газовые рукава, простирающиеся на расстояние до 3 — 4,5 тысяч парсеков. Рукава вращаются вокруг галактического центра и одновременно удаляются в стороны с радиальной скоростью около 50 км/с. Кинетическая энергия движения составляет 1055 эрг.
Внутри скопления обнаружен газовый диск радиусом около 700 парсеков и массой около ста миллионов масс Солнца. Внутри диска находится центральная область звёздообразования.
Ближе к центру находится вращающееся и расширяющееся кольцо из молекулярного водорода, масса которого составляет около ста тысяч масс Солнца, а радиус — около 150 парсеков. Скорость вращения кольца составляет 50 км/с, а скорость расширения — 140 км/с. Плоскость вращения наклонена к плоскости Галактики на 10 градусов.
По всей вероятности, радиальные движения в галактическом центре объясняются взрывом, произошедшим там около 12 млрд лет назад.
Распределение газа в кольце — неравномерное, образующее огромные газопылевые облака. Крупнейшим облаком является комплекс Стрелец B2, находящийся на расстоянии 120 парсеков от центра. Диаметр комплекса составляет 30 парсеков, а масса — около 3 млн масс Солнца. Комплекс является крупнейшей областью звёздообразования в Галактике. В этих облаках обнаружены все виды молекулярных соединений, встречающихся в космосе.
Ещё ближе к центру находится центральное пылевое облако радиусом около 15 парсек. В этом облаке периодически наблюдаются вспышки излучения, природа которых неизвестна, но которые свидетельствуют о происходящих там активных процессах.
Практически в самом центре находится компактный источник нетеплового излучения Стрелец A*, радиус которого составляет 0,0001 парсека (около 20,6 а. е.), а яркостная температура — около 10 млн градусов. Радиоизлучение этого источника, по-видимому, имеет синхротронную природу. Временами наблюдаются быстрые изменения потока излучения. Нигде в другом месте Галактики подобных источников излучения не обнаружено, зато подобные источники имеются в ядрах других галактик.
С точки зрения моделей эволюции галактик их ядра являются центрами их конденсации и начального звёздообразования. Там должны находиться самые старые звёзды. По всей видимости, в самом центре ядра Галактики находится сверхмассивная чёрная дыра массой (4,31 ± 0,36)⋅106 масс Солнца, что показано исследованием орбит близлежащих звёзд. Излучение источника Стрелец А* вызвано аккрецией газа на чёрную дыру, радиус излучающей области (аккреционный диск, джеты) не более 45 а. е.
В 2016 году японские астрофизики сообщили об обнаружении в Галактическом центре второй гигантской чёрной дыры.
Эта чёрная дыра находится в 200 световых годах от центра Млечного Пути. Наблюдаемый астрономический объект с облаком занимает область пространства диаметром 0,3 светового года, а его масса составляет 100 тысяч масс Солнца. Пока точно не установлена природа этого объекта — это чёрная дыра или иной объект.
В 2018 году на основе данных наблюдений рентгеновской космической лаборатории Chandra в Галактическом центре было обнаружено 12 маломассивных рентгеновских двойных систем, одним из компонентов которых с высокой вероятностью могут быть чёрные дыры звёздной массы. Возможно, на расстоянии 1 парсека от сверхмассивной чёрной дыры, которая связана с компактным радиоисточником Стрелец А*, может находиться 10—20 тыс. чёрных дыр.
В галактическом центре имеется три возможных кандидата в чёрные дыры средней массы: HCN–0.009–0.044, IRS13E и CO–0.40–0.22.

### Веб-журналAstronomy Picture of the Day
- Путешествие в центр Галактики
- Галактическое облако антивещества
- Sgr A*: Быстрые звезды вблизи центра Галактики
- В центре Млечного Пути
- Звездный пейзаж в центре Галактики

### Видео
- Сверхмассивная Чёрная дыра (англ. Supermassive Black Hole).
- Движение звёзд вокруг Галактического центра Млечного Пути (англ. Star motion near Milky Way's galactic center).
- Галактический центр: Скрытая Вселенная (англ. The Galactic Center: Hidden Universe).
- Галактический центр и Стрелец A* — (слайд-шоу из изображений, полученных в обсерватории Чандра) (англ. Galactic Center & Sagittarius A*, Sequence of Chandra Images).
- Есть ли во Млечном Пути Чёрные дыры? (нем. Gibt es Schwarze Löcher in der Milchstraße?) — запись телепередачи «alpha-Centauri».